# Distretto di Manhiça
Il distretto di Manhiça è un distretto del Mozambico, facente parte della Provincia di Maputo.
La città principale è Manhiça . Il distretto si trova nel nord della provincia e confina con il distretto di Magude a nord, il distretto di Bilene Macia della provincia di Gaza a nord-est, il distretto di Marracuene e la città di Maputo a sud e con il distretto di Moamba a ovest. A est, il distretto è limitato dall'Oceano Indiano. L'area del distretto è di 2.373 chilometri quadrati (916 miglia quadrate).  Ha una popolazione di 159.812 abitanti nel 2007.

## Geografia
Il fiume principale del distretto è il fiume Komati . Il lago più grande è il lago Chuáli .
Il clima è tropicale umido sulla costa e tropicale secco nell'entroterra, con precipitazioni annuali pari a 807 millimetri (31,8 pollici). 

## Storia
Il nome del distretto deriva da Manacusse, un capo Tchaka , che si trasferì qui dopo alcuni conflitti nella sua zona natia, attualmente in Sud Africa .

## Demografia
Nel 2005, il 41% della popolazione del distretto aveva meno di 15 anni. Il 45% della popolazione parlava portoghese. La lingua madre più comune tra la popolazione era il Xichangana . Il 58% era analfabeta, per lo più donne.

## Suddivisioni amministrative
Il distretto è suddiviso in sei sottodistretti amministrativi (posti amministrativi):
- Manhiça (tre località)
- Xinavane (tre località)
- 3 de Fevereiro (tre località)
- Calanga (due località)
- Maluana (due località)
- Ilha Josina Machel (due località)

## Economia
La città di Manhiça è nota per il centro di ricerca CISM (Centro de Investigacao em Saude em Manhica) e il Manhiça District Hospital, entrambe le istituzioni lavorano a stretto contatto. Il CISM accoglie ogni anno diversi studenti internazionali. Manhiça si trova a nord-ovest della capitale Maputo.

## Agricoltura
Nel distretto ci sono 28.000 aziende agricole che hanno in media 1,2 ettari (0,0046 miglia quadrate) di terra. I principali prodotti agricoli sono mais, manioca, fagiolo dall'occhio, arachidi e patate dolci. 

## Trasporti
Nel distretto è presente una rete stradale della lunghezza totale di circa 200 chilometri (120 miglia), che comprende un tratto della strada nazionale EN1, che corre da Maputo lungo la costa fino al nord del Mozambico 